# Ostād Kolāyeh
Ostād Kolāyeh är en ort i Iran.   Den ligger i provinsen Gilan, i den norra delen av landet, 190 km nordväst om huvudstaden Teheran. Ostād Kolāyeh ligger 2 meter över havet och antalet invånare är 521.
Terrängen runt Ostād Kolāyeh är platt åt nordost, men åt sydväst är den kuperad. Runt Ostād Kolāyeh är det ganska tätbefolkat, med 134 invånare per kvadratkilometer. Närmaste större samhälle är Langarud, 10,7 km nordväst om Ostād Kolāyeh. Trakten runt Ostād Kolāyeh består till största delen av jordbruksmark.